# Laurierkers
De laurierkers (Prunus laurocerasus), ook paplaurier genoemd, is een groenblijvende plant uit de rozenfamilie (Rosaceae) die van nature voorkomt in Zuidoost-Europa en Klein-Azië. Als boom kan de laurierkers een hoogte van 14 m bereiken, maar hij komt ook als struik voor, bijvoorbeeld in bossen. De gebruikelijke hoogte bedraagt 6-8 m.

## Kenmerken
De plant heeft gewoonlijk een brede en gespreide kroon. De schors is bruinachtig grijs met duidelijke lenticellen (luchtporiën).
De langwerpige tot lancetvormige bladeren zijn lichtgroen en krijgen met het ouder worden een wat donkerder tint. In de winter blijven ze groen. De afmeting varieert van 8 × 2,5 tot 13 × 7cm.
De laurierkers heeft roomkleurige bloemen die opvallend ruiken. De bloemen staan in rechtopstaande trossen van 8-13 cm lang en hebben kroonbladen van 4-7 mm lang. De struiken bloeien echter alleen als ze vrij staan en veel licht krijgen. Gesnoeide struiken bloeien zelden.
De laurierkers heeft paarszwarte, circa 2 cm grote vruchten.

## Toepassingen
De struik is al sinds de 16e eeuw in cultuur. Hij geldt als ijzersterk en neemt genoegen met vrijwel elke grondsoort (bodemvaag) en standplaats, zowel in zon als in de schaduw. Een enigszins vochthoudende bodem verdient echter de voorkeur. De zwarte bessen worden graag gegeten door vogels. De plant kan last hebben van vraat van de taxuskever. Voor in tuinen en parken is in deze eeuwen een groot aantal cultivars ontwikkeld.
Bekende cultivars zijn:
- Prunus laurocerasus 'Caucasia', is lang en smal en wordt tot 3 m hoog. Ze is redelijk winterhard en heeft langwerpige, glanzende bladeren.
- Prunus laurocerasus 'Mischeana', is 1,5 m hoog, maar breder. Ze wordt gebruikt in hagen, en heeft bijna ronde bladeren.
- Prunus laurocerasus 'Rotundifolia'. Ze wordt veel gebruikt in hagen.
- Prunus laurocerasus 'Otto Luyken', is 1-2 m hoog en heeft een brede groeiwijze. De bladeren zijn donkergroen.
- Prunus laurocerasus 'Schipkaensis', is eveneens goed winterhard, wordt 2 m hoog en heeft een brede groeiwijze. Ze heeft brede, ongetande donkergroene bladeren en is geschikt voor windkeringen.
- Prunus laurocerasus 'Van Nes', is breed en 1,8 m hoog. De kleine donkergroene bladeren contrasteren goed met de witte bloemen.
- Prunus laurocerasus 'Herbergii', wordt 2 m hoog, en heeft de vorm van een piramide: naar boven toe wordt hij snel smaller.

Al deze, tenzij anders aangegeven, zijn in de Benelux goed winterhard.
De zaden en bladeren bevatten blauwzuur, deze stof wordt toegepast in ontsmettingsmiddelen en pesticiden, tegen zowel knaagdieren en insecten. Bladeren en zaden (in de bessen) zijn matig toxisch vanwege het voorkomen van blauwzuurglycosiden, vooral voor kinderen en huisdieren. De glycosiden in de zaden komen alleen vrij als de zaden worden stukgekauwd. In Turkije worden de bessen - die zoet smaken - gekookt en tot jam verwerkt. Koken maakt de glycosiden onschadelijk. Het is echter niet aan te bevelen hiermee als leek te experimenteren. De bladeren smaken bitter en zijn oneetbaar.

## Invasief
Laurierkers is inheems in Klein-Azië maar is een invasieve soort in Zuid- en Centraal-Europa, waardoor Zwitserland de verkoop verbood vanaf september 2024.

## Foto's

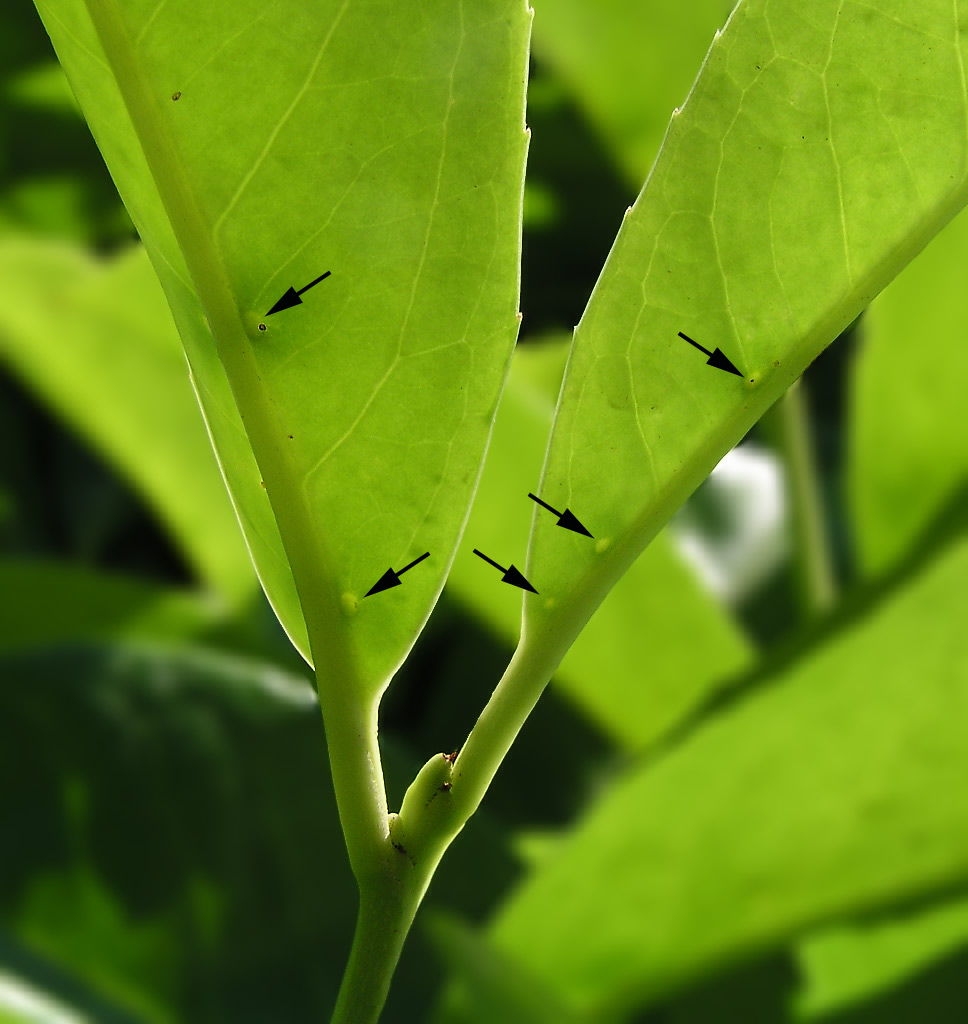
Blad van de laurierkers met honingklieren
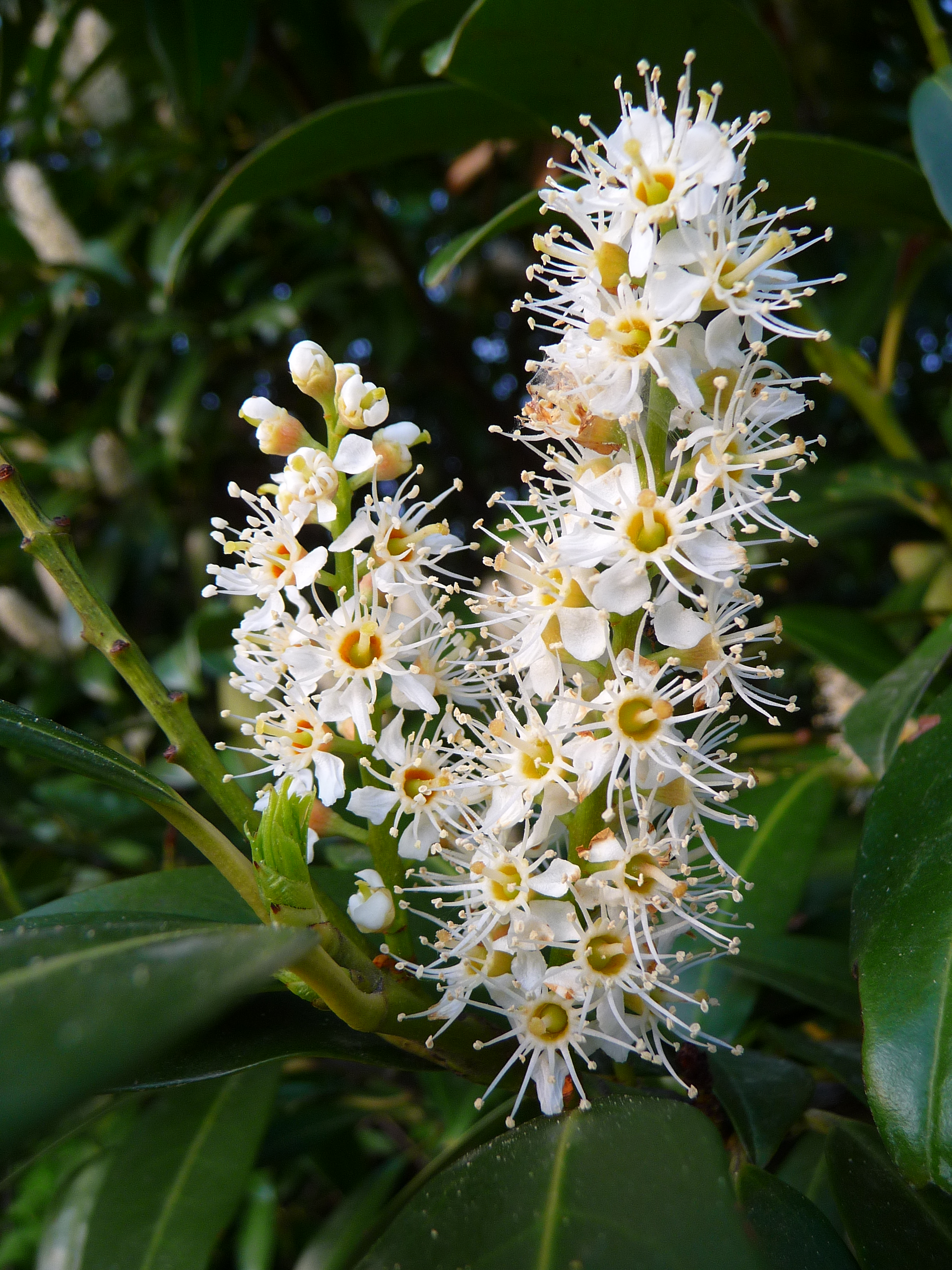
Laurierkers in bloei
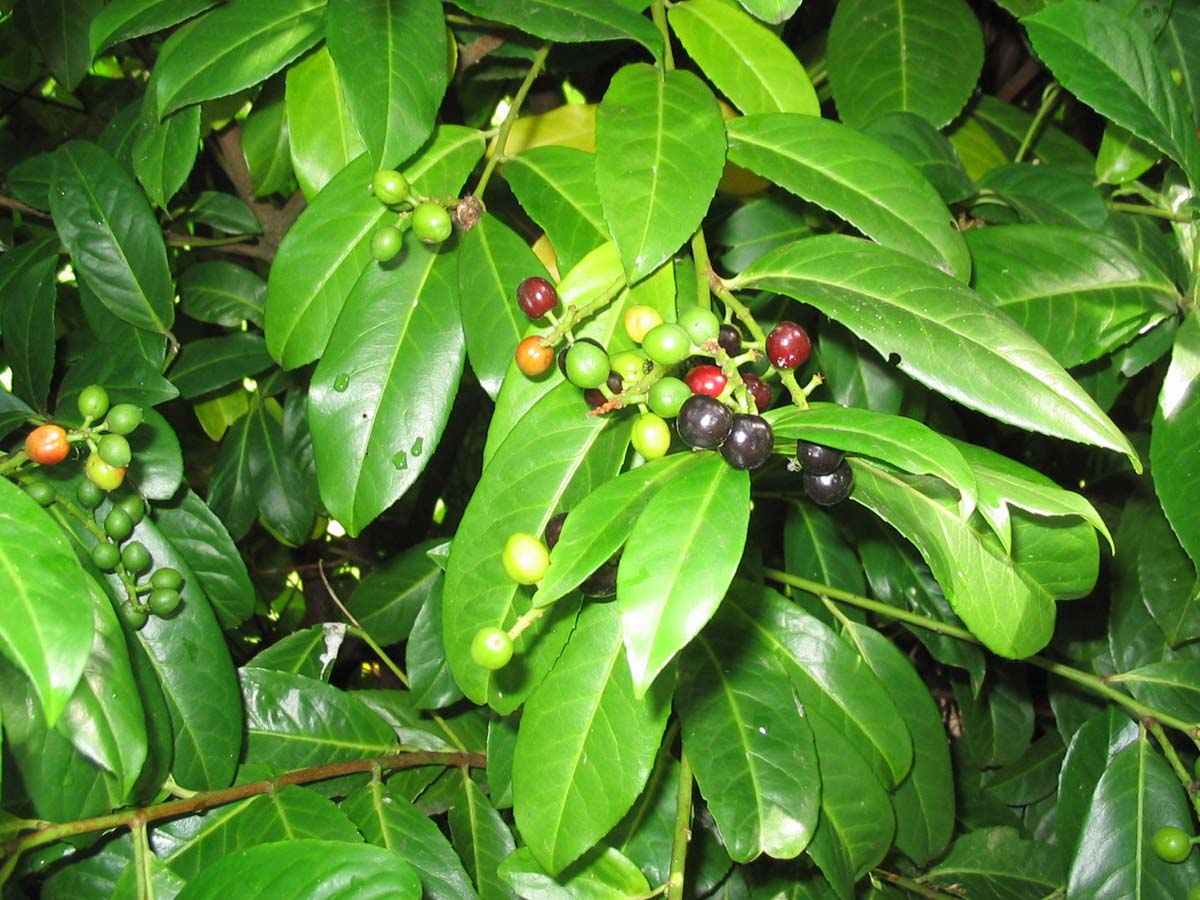
Laurierkers met vruchten
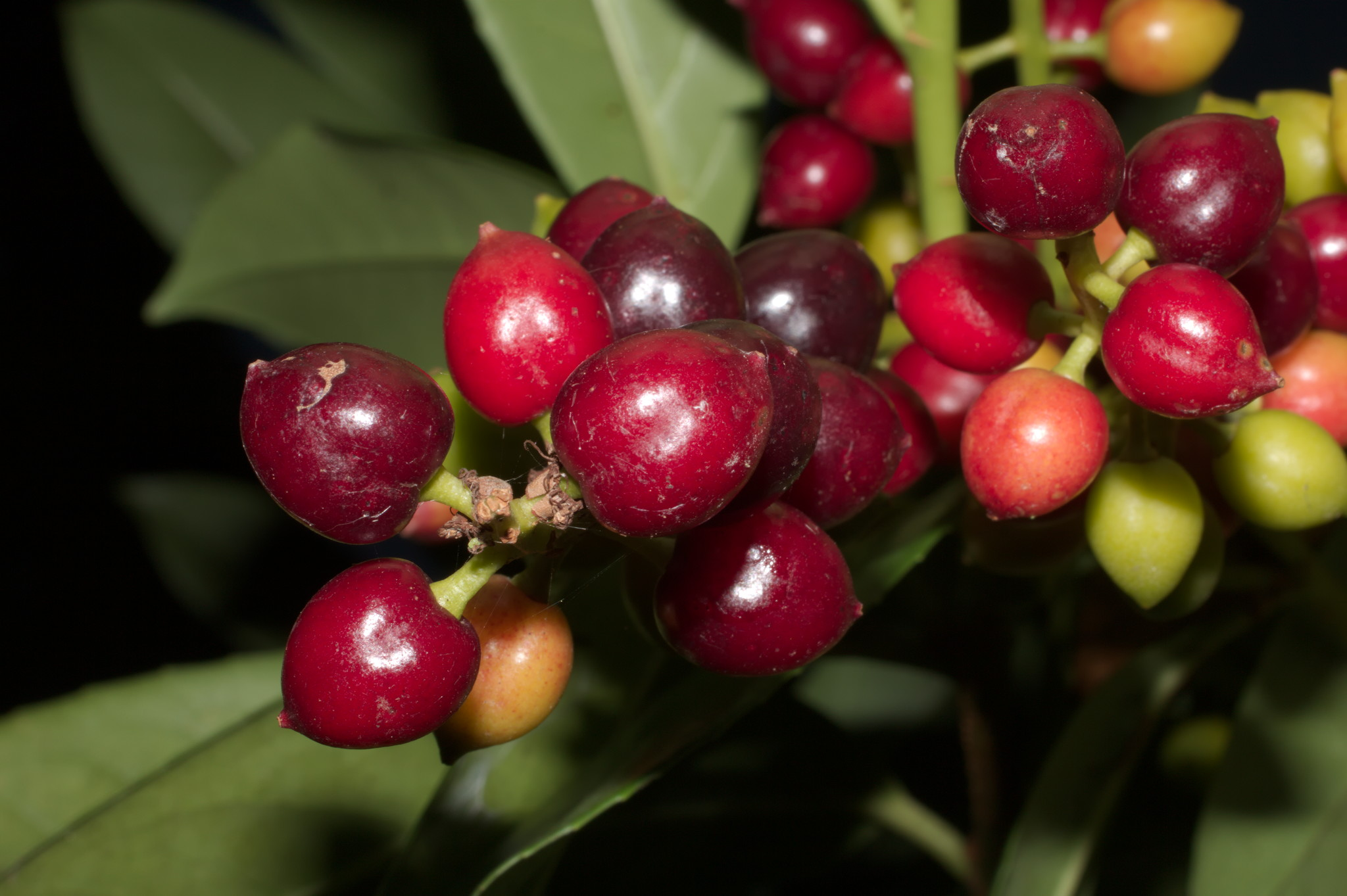
De vruchten van de laurierkers